# Рамблерс (футбольний клуб)
Рамблерс Футбол Клуб або просто Рамблерс (англ. Ramblers Football Club) — професіональний футбольний клуб з Намібії, який представляє місто Віндгук.

## Історія
Футбольний клуб «Рамблерс» було засновано в 1945 році в столиці Намібії, місті Віндгук. На відміну від клубу Блек Африка, в якому грали переважно гравці місцевого (африканського) походження, в «Рамблерс» спочатку грали представники населення європейського походження (біле населення).

## Досягнення
- Прем'єр-ліга: 1 перемога

 Чемпіон (1) 1992
- Кубок Намібії Бідвест: 1 перемога

 Переможець (1) 2005

## Історія виступів на континентальних турнірах КАФ
| Сезон | Турнір             | Раунд      | Клуб         | Вдома | На виїзді | Загальний |
| ----- | ------------------ | ---------- | ------------ | ----- | --------- | --------- |
| 1993  | Ліга чемпіонів КАФ | Попередній | Кошта да Сул | 0-0   | 1-2       | 1-2       |

## Відомі гравці
- Лутц Пфанненштиль
- Чарлі Аосеб
- Раймонд Авасеб
- Хенріко Ботес
- Віктор Хелу
- Квінтон Джейкобс
- Семсон Джон
- Лазарус Каїмбі
- Руді Лоув
- Патрик М'Контвана
- Сів Мбемукенга
- Ділан Майзе
- Ерстус Нджавера
- Ніко Нікоделіс
- Майкл Піенаар
- Олівер Ріссер
- Вілко Ріссер
- Доккіс Шмідт
- Есау Тжиуро
- Аріед фон Стрюйк

## Відомі тренери
- Пітер Хібалла (2002–03)
- Лутц Пфанненштиль (2009–10)
- Тіро Тхабанело
- Толле ван Вюйк